# Organizacja Walki o Wyzwolenie Klasy Robotniczej
Organizacja Walki o Wyzwolenie Klasy Robotniczej (per. سازمان پیکار در راه آزادی طبقه کارگر) – irańska organizacja maoistowska, marksistowska i świecka. 
Założona w 1975 roku. Jej założycielami byli radykalni rozłamowcy z Organizacji Bojowników Ludowych Iranu, którzy sprzeciwiali się islamskiemu kierunkowi organizacji. Na początku lat 80. włączyła się do kampanii partyzanckiej przeciwko teokratycznemu rządowi republiki islamskiej. Jej oddziały partyzanckie działały na północy kraju. W przeciągu lat 80. organizacja została zepchnięta na margines, a jej członkowie ograniczyli działalność do środowisk emigrantów irańskich w Europie i Stanach Zjednoczonych.